# لارا ناكي غوتمان
لارا ناكي غوتمان (مواليد 6 نوفمبر 2002) لاعبة تزلج على الجليد إيطالية، بطلة دول الشمال لعام 2020 ، الحائزة على الميدالية الفضية لكأس التنين لعام 2019 ، الحائزة على الميدالية الفضية في كأس البوسفور لعام 2018 ، والبطلة الوطنية الإيطالية لعام 2021 .

## نشأتها
بدأت غوتمان تعلم التزلج في عام 2006. فازت بأول ميدالية وطنية للناشئين، برونزية، في ديسمبر 2015 ، وحصلت على نفس النتيجة في العام التالي.

## موسم 2018-19
احتلت غوتمان المركز التاسع عشر في مهمتها الوحيدة في سباق الجائزة الكبرى للناشئين في النمسا. في ديسمبر 2018 ، حققت أول ظهور دولي كبير لها، وفازت بالميدالية الفضية في كأس البوسفور في تركيا. في وقت لاحق من ذلك الشهر، فازت البرونزية في فئة كبار في بطولة الإيطالية، وراء أليسيا تورناغي وكريسيا بيكاري، وكان اسمه في الفريق الإيطالي في بطولة كأس الامم الأوروبية 2019 . احتلت المرتبة التاسعة والعشرين في البرنامج القصير، ولم تتقدم إلى الجزء الأخير في الحدث الأخير، الذي أقيم في يناير في مينسك، بيلاروسيا.

## روابط خارجية
- لارا ناكي غوتمان في الاتحاد الدولي للتزلج